# مجموعه ورزشی مریلند ساکرپلکس
مجموعه ورزشی مریلند ساکرپلکس (به انگلیسی: Maryland Soccerplex) یک مجموعهٔ ورزشی در جرمنتاون، مریلند ایالات متحده آمریکا است، که در سال ۲۰۰۰ تکمیل و توسط بنیاد مریلند ساکر مورد بهره‌برداری قرار گرفت. این مجموعه دارای نوزده زمین چمن طبیعی، سه زمین چمن مصنوعی و هشت سالن قابل تبدیل والیبال/بسکتبال است. این مجموعه همچنین شامل زمین مینی گلف، یک پارک آبی، یک زمین گلف، یک زمین اختصاصی برای تیر و کمان، باغ عمومی، حوضچه قایق‌های کنترلی، دو مسیر طراحی شده جهت دوچرخه‌سواری بی‌ام‌اکس، یک مرکز تنیس، و یک مرکز شنا است که به تازگی افزوده شده.